# Vladimir Vujasinović
Vladimir Vujasinović (* 14. srpna 1973 Rijeka, Jugoslávie) je srbský vodní pólista. Byl členem stříbrného týmu na olympijských hrách v Athénách 2004 a dvakrát členem bronzového týmu na hrách v Sydney 2000 a na hrách v Pekingu 2008. Má také zlatou medaili z MS 2005 a bronzovou z MS 2003.